# Manuel Conthe
Manuel Conthe Gutiérrez (Madrid, 23 de abril de 1954) es un jurista y economista español. Fue presidente de la CNMV entre 2004 y 2007. 

## Biografía
Nacido en Madrid el 23 de abril de 1954, se licenció en Derecho en la Universidad Autónoma de Madrid en 1976. Es técnico comercial y economista del Estado (1979). Dentro de sus actividades profesionales, ha sido director general del Tesoro (1988 a 1995) y secretario de Estado del Economía (1995-1996), entre otras. Entre 1999 y 2002 se desempeñó como Vicepresidente para el Sector Financiero, en el Banco Mundial en Washington y posteriormente como Socio de la consultora Afi. Columnista habitual en diarios como Expansión o El País.
Fue nombrado presidente de la Comisión Nacional del Mercado de Valores en 2004. Anunció su dimisión el 2 de abril de 2007 por discrepancias con el Consejo de la CNMV respecto a la decisión de no abrir expediente sancionador a Enel y Acciona por sus maniobras en la OPA sobre la eléctrica Endesa.
Preside, desde noviembre de 2007, el Consejo Asesor de Expansión y Actualidad Económica. Desde septiembre de 2009 colabora también como of-counsel en el despacho internacional de abogados Bird&Bird.
Publicó en 1999 El mundo al revés, ensayo inspirado en Lewis Carroll, y dedicado a juegos, paradojas y dilemas económico-sociales. En el año 2007, tras su dimisión al frente de la CNMV, publicó La paradoja del bronce: Espejismos y sorpresas en el mundo de la economía y la política.
A partir de 2015 fue economista asesor de Ciudadanos – Partido de la Ciudadanía.
Es miembro del Consejo Asesor de la Fundación del Español Urgente (Fundéu) desde 2014.
Está casado y tiene tres hijas. Su hija mediana, Paula Conthe, es economista del Estado, fue presidenta del FROB y es secretaria general del Tesoro desde 2024.